# Kap Afrika
Das Kap Afrika (russisch мыс Африка / Mys Afrika) ist ein Kap auf der Halbinsel Kamtschatka im Osten Russlands. Es liegt am äußersten Ende der Halbinsel, südlich des Kaps Stolbowoi, es ist der östlichste Punkt der Halbinsel und liegt gegenüber den Kommandeurinseln.
Am Kap wurden eine Wetterstation, ein Leuchtturm und ein kleines Dorf, in dem nur wenige Menschen leben, errichtet. Das Kap wurde 1882 von Geografen an Bord des russischen Kreuzers Afrika untersucht und beschrieben, die es nach ihrem Schiff benannten. Das Kap wird in dem Buch Erinnerungen des jungen Sachar Sagadkin (russ. Воспоминания юнги Захара Загадкина) von Michail Iljitsch Iljin und auch in den Memoiren Konstantin Badigins erwähnt.